# Kotjovo
Kotjovo (bulgariska: Кочово) är ett distrikt i Bulgarien.   Det ligger i kommunen Obsjtina Veliki Preslav och regionen Sjumen, i den östra delen av landet, 290 km öster om huvudstaden Sofia.
Trakten runt Kotjovo består till största delen av jordbruksmark. Runt Kotjovo är det ganska glesbefolkat, med 47 invånare per kvadratkilometer.